# Уотсон-Уотт, Роберт
Сэр Ро́берт Алекса́ндр Уо́тсон-Уотт (англ. Sir Robert Alexander Watson-Watt; 13 апреля 1892 — 5 декабря 1973) — шотландский физик, один из пионеров в области работ по радиолокации.

## Биография
В начале своей карьеры Роберт Уотсон-Уотт был преподавателем физики в колледже университета Данди. Возглавляемый им отдел радио в Национальной физической лаборатории был одним из лидеров своей отрасли. Перед Уотсоном-Уоттом стояла важная проблема — как модулировать импульсы передатчика большой мощности. Ему удалось решить её — технические характеристики первого варианта оборудования, которое было разработано в его лаборатории, оказались настолько хорошими, что после успешной демонстрации Уотсон-Уотт получил денежное вознаграждение, позволившее ему организовать опытное производство.
Роберт Уотсон-Уотт сконструировал одно из первых устройств, предназначенных для радиолокации воздушных объектов и получил первый патент на изобретение подобной системы в 1934 году, а 26 февраля 1935 года успешно продемонстрировал своё изобретение, которое могло обнаружить самолёт на расстоянии 64 км. В 1936 году возглавил новообразованное ведомство Британского министерства авиации, которое до конца года построило цепь из пяти РЛС, расположенных на расстоянии 40 км друг от друга. Эта цепь сыграла важнейшую роль в борьбе с налётами немецкой авиации на Великобританию в годы Второй мировой войны.